# اندیس رودخانه کرخه۶
رودخانه کرخه۶ یک اندیس فلزی است که در حوالی شهر دزفول استان خوزستان قرار دارد و مادهٔ معدنی موجود در آن، آهن است. در این اندیس، پاراژنز‌های مگنتیت، هماتیت، گوتیت، لیمونیت، پیریت یافت می‌شوند.